# 小野市立河合小学校
小野市立河合小学校（おのしりつかわいしょうがっこう）は、兵庫県小野市にある公立小学校である。通称は「河合小」（かわいしょう）。

## 概要
明治時代、政府は富国強兵・殖産興業をスローガンに掲げ、欧米先進国に追いつくための方策として学制が実施された。当時の文部省は小学校の設立に力を注ぎ、各府県でもこの方針に基づいて小学校の設立に特に力を傾けた。1873年1月、両復井が合併して両井小学校、河合中に河西小学校、西村には泰風小学校、新部成国寺には新盛小学校、長町鍛冶屋中島新畑は魁春小学校、西森には新真校、粟生には翠生校が開校され、いずれも下等科の教授を行った。
1876年、校舎を新部明善寺に移し、魁春・河西・泰風・両井の4校を合併して河合小学校と改称した。そして1887年4月には、両郷小学校区（粟生・西脇・阿形・福甸）を併入し、河合尋常簡易小学校と改称。1888年に三和町新畑に校舎を新築し、1892年7月1日に加東郡河合村立河合尋常小学校と名を改めた。これが現在の小野市立河合小学校の始まりとなる。
1901年4月、河合尋常高等小学校と改称し、高等科を併設。1915年4月には河合中村に分教場（分校）を新設した。1926年には校舎を増築し、運動場も拡張。その後、満州事変から日中戦争へと突入していく時代の流れの中で、国旗掲揚柱や二宮尊徳像、楠公銅像が建立された。1938年には全校生による忠魂碑参拝も行われた。1941年には太平洋戦争が始まり、校名も河合村立河合国民学校と改称。戦局の悪化に伴い、運動場を開墾し、食糧増産のため耕地とした。1945年、太平洋戦争は日本の敗戦で幕を閉じる。
戦後、1947年に加東郡河合村立河合小学校と改称され、1954年12月1日の小野市発足に伴い現在の小野市立河合小学校が誕生した。1958年には新校舎が建設され、5月に落成式が行われた。その後、体育館兼講堂やプールが建設され、学校給食も開始された。1977年3月には鉄骨校舎が増築され、1992年7月1日には創立百周年記念事業式典を挙行。その後、校舎の老朽化に伴い、1999年に新校舎に建て替えられ、翌年に体育館や運動場、飼育舎、防球ネットなども整備されている。

## 沿革
- 1873年（明治6年） 新盛小学校創設（下等小学校として新部盛国寺に設置）
- 1876年（明治9年） 河合小学校と改称（校舎を新部明善寺に移し、魁春〔三和〕・河西〔河合中〕）・泰風〔西村〕・両井〔復井〕の4校を合併）
- 1878年（明治11年）4月 上等科4年と下等科4年を設置
- 1886年（明治19年）4月 高等科4年と尋常科4年（義務）となる
- 1887年（明治20年）4月 河合尋常簡易小学校と改称（両郷小学校区〔粟生・西脇・阿形・福甸〕を併入）し、簡易科3年を設置
- 1888年（明治21年） 三和町新畑に校舎を新築し、移転
- 1892年（明治25年）7月1日 加東郡河合村立河合尋常小学校と改称
- 1894年（明治27年） 裁縫科を加設（3、4年の女子）
- 1896年（明治29年） 校舎増築着手
- 1898年（明治31年） 学校医設置（初代校医：真島周太郎）
- 1899年（明治32年）5月 裁縫専修科を設置
- 1901年（明治34年）4月 河合尋常高等小学校と改称、高等科を併設し、修業年限4年となる
- 1903年（明治36年）3月 裁縫専修科を廃止
- 1907年（明治40年） 修業年限を高等科2年、尋常科6年となる
- 1915年（大正4年）4月 河合中村に分教場（分校）を新設
- 1916年（大正5年）1月 本校舎改築
- 1920年（大正9年）4月 分教場に尋常科第3学年を設置、河合農業補習学校を本校に併置
- 1926年（大正15年）1月6日 校舎増築・運動場拡張（5月23日落成式）
- 1930年（昭和5年） 農園一反二七歩を購入
- 1931年（昭和6年） 国旗掲揚柱設立
- 1934年（昭和9年）12月23日 二宮尊徳像建立（皇太子殿下御降誕記念）
- 1936年（昭和11年）2月25日 楠公銅像建立
- 1938年（昭和13年） 全校生忠魂碑（新部町）参拝
- 1939年（昭和14年） 兵庫県より「学校給食自給農園」指定校を受ける
- 1941年（昭和16年） 加東郡河合村立河合国民学校と改称（高等科2年、初等科6年）
- 1944年（昭和19年） 運動場を開墾・食糧増産のため耕地とする
- 1945年（昭和20年）10月9日 大洪水により本校校舎浸水・飼育畜舎（20坪）流失
- 1947年（昭和22年） 加東郡河合村立河合小学校と改称（修業年限を6ヵ年とし、高等科は河合中学校となる）
- 1948年（昭和23年） 加東郡南部5ヶ町村PTA結成
- 1954年（昭和29年）12月1日 小野市発足に伴い小野市立河合小学校と改称
- 1955年（昭和30年） 女子制服（上服）制定、各町に子供会結成、小野市連合PTA結成
- 1958年（昭和33年）5月 新校舎落成式（新部町904番地）
- 1960年（昭和35年）1月 新校舎第二期工事竣工式、分教場廃止（本校に統合）、学校安全会発足
- 1961年（昭和36年） 体育館兼講堂新築
- 1968年（昭和43年）7月10日 プール竣工式、完全給食開始
- 1969年（昭和44年） 校旗入魂式
- 1973年（昭和48年） 河合スポーツ少年団開設式
- 1977年（昭和52年）3月 鉄骨校舎増築
- 1978年（昭和53年） 標準服採用、赤い時計台除幕式、校門前信号機点灯式
- 1985年（昭和60年） 思いやりの像除幕式
- 1989年（平成元年） 自然学校開始
- 1990年（平成2年） 土曜ふれあい学級始まる、ピアノ開き
- 1992年（平成4年）7月1日 創立百周年記念事業式典
- 1999年（平成11年） 新校舎完成（8月移転、9月授業開始）
- 2000年（平成12年） 体育館完成、運動場整備終了、飼育舎、防球ネット完成
- 2003年（平成15年） プール改修工事[2]
- 2004年（平成16年） 河合小中連携教育開始（小中交流授業実施）
- 2006年（平成18年） グリーンハイツのバス下校開始
- 2008年（平成20年） 森岡のバス下校開始
- 2011年（平成23年） 空調設備設置完了（14普通教室・4特別教室）および防犯カメラ2台設置
- 2012年（平成24年） タイヤ跳び遊具設置[3]
- 2015年（平成27年） 『5・4制』の小中一貫教育を先行開始[4]
- 2016年（平成28年） 小中一貫教育を本格実施
- 2018年（平成30年） 校舎東側洋式トイレ設置、プール東側ブロック塀改修、シーソー遊具設置
- 2019年（令和元年） ウサギ小屋改修[5]

## 歴代校長
- 初代：塚本勇夫（1892～1901年）
- 2代：竹内治郎（1902～1904年）
- 3代：山本熊太郎（1905～1923年）
- 4代：田中章雄（1924～1924年）
- 5代：長田莞爾（1925～1929年）
- 6代：臼井角次（1930～1937年）
- 7代：堀内杢治（1938～1941年）
- 8代：宮田正夫（1942～1946年）
- 9代：井上陽夫（1947～1947年）
- 10代：小林幾次（1948～1949年）
- 11代：稲岡文雄（1950～1951年）
- 12代：小林伍郎（1952～1952年）
- 13代：三戸豊（1953～1956年）
- 14代：藤本廸男（1957～1964年）
- 15代：河島正男（1965～1970年）
- 16代：清水忠夫（1971～1972年）
- 17代：大西史郎（1973～1976年）
- 18代：中山峯佳（1977～1978年）
- 19代：井上政美（1979～1980年）
- 20代：向山俊作（1981～1984年）
- 21代：稲岡典夫（1985～1986年）
- 22代：久後義晴（1987～1990年）
- 23代：廣瀬孝一（1991～1994年）[6]
- 24代：服部良一（1994.4.1～1997.3.31）
- 25代：蓬莱千鶴子（1997.4.1～1999.3.31）
- 26代：藤井龍乗（1999.4.1～2000.3.31）
- 27代：長井俊彦（2000.4.1～2001.3.31）
- 28代：伊藤泰弘（2001.4.1～2003.3.31）
- 29代：下山康博（2003.4.1～2006.3.31）
- 30代：服部康（2006.4.1～2009.3.31）
- 31代：中山洋昭（2009.4.1～2011.3.31）
- 32代：大久保信三（2011.4.1～2012.3.31）
- 33代：大嶋澄子（2012.4.1～2015.3.31）

## 生徒数
- 合計183名（1～5年生）

（2020年4月8日現在）

## 学校行事
- 4月 - 着任式、1学期始業式、入学式、離任式
- 5月 - 家庭訪問
- 6月 - 避難訓練、プール清掃、全校草ひき、ノーチャイムデー、プールびらき、自然学校
- 7月 - 1学期終業式、チャレンジ教室、水泳教室、水泳大会
- 8月 - 町別水泳、親子クッキング教室、愛校作業
- 9月 - 2学期始業式、秋季大運動会
- 10月 - 修学旅行、親子人権学習、一人芝居
- 11月 - 音楽祭
- 12月 - マラソン大会、うどん会、個人懇談、ラーメン打ち、2学期終業式
- 1月 - 3学期始業式、人権教育大会、餅つき会、うどん打ち会
- 2月 - 珠算大会、オープンスクール、学級懇談会
- 3月 - 修了式[7]

## 所在地

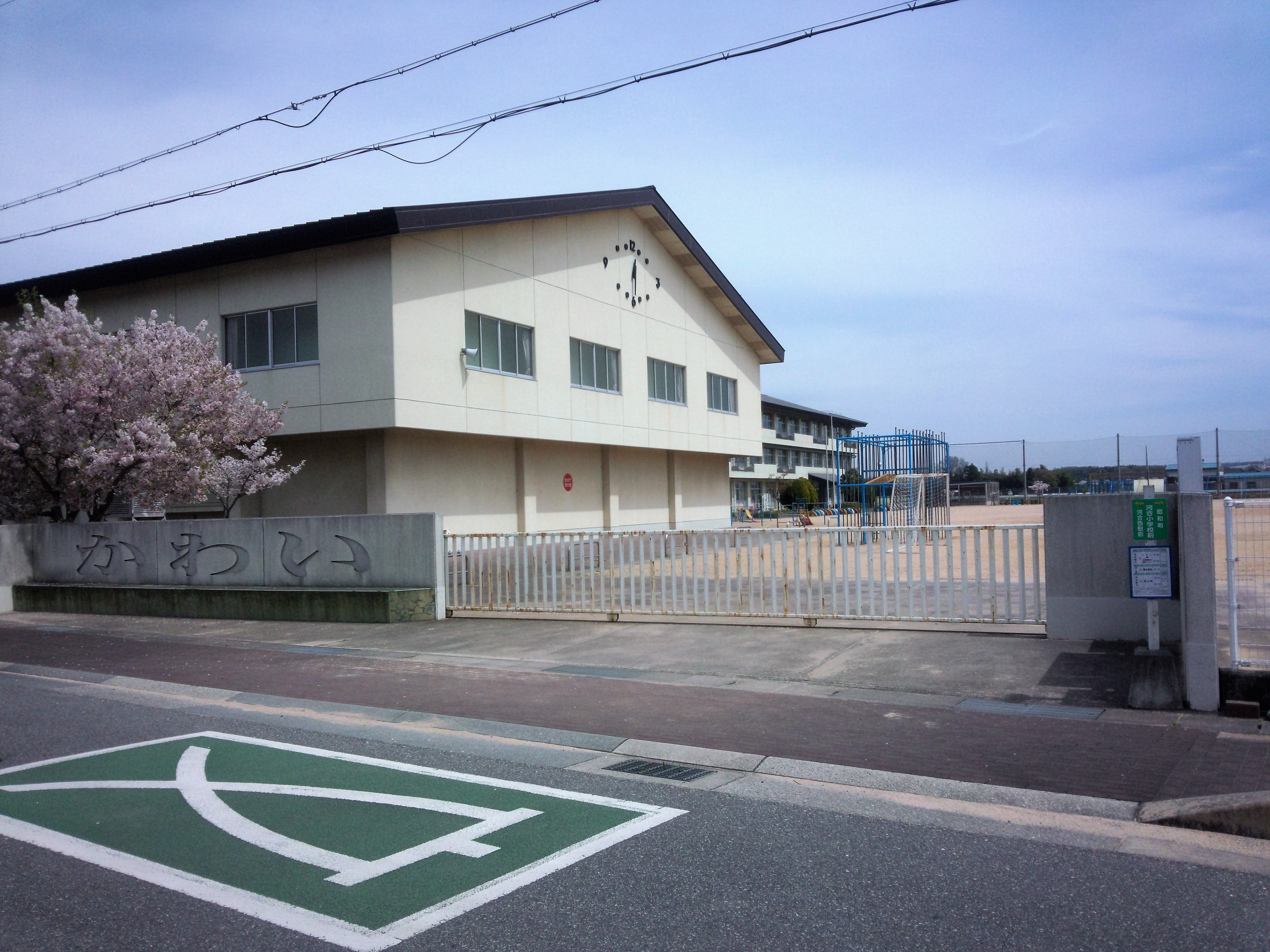
小野市立河合小学校西門

- 兵庫県小野市新部町904

## 交通アクセス
- JR加古川線河合西駅
- 神戸電鉄粟生線粟生駅

## 周辺施設
- 粟生こども園
- あお陶遊館アルテ
- おの桜づつみ回廊
- 小野子午線公園
- 小野市立小野特別支援学校
- 小野市立河合中学校
- 小野市立好古館
- ひまわりの丘公園
- 鴨池公園
- 河合運動広場
- かわい快適の森
- 亀鶴保育所
- 共進牧場
- 鍬渓温泉
- 中央保育所
- 白雲谷温泉ゆぴか
- 平池公園
- ホテルルートイン小野

## 周辺史跡・寺社
- 小野陣屋跡
- 金鑵城跡（金鑵城遺跡広場）
- 河合城跡
- 河合館跡
- 河合西廃寺跡
- 河合廃寺跡
- 小堀城跡
- 広渡廃寺跡（国史跡広渡廃寺跡歴史公園）
- 浄土寺（新西国三十三箇所観音霊場）
- 鈴之宮神社
- 近津神社
- 萬福寺
- 若一神社

## 周辺道路
- 国道175号
- 兵庫県道23号三木宍粟線
- 兵庫県道349号市場多井田線

## 出身有名人
- 小林絹治（元衆議院議員）
- 蓬萊務（小野市長）

## 通学区域が隣接している学校
- 小野市立来住小学校
- 小野市立小野小学校
- 小野市立大部小学校
- 加東市立社学園小中学校
- 加東市立滝野南小学校
- 加西市立九会小学校